# Landslide
"Landslide" es una canción escrita por Stevie Nicks e interpretada por Fleetwood Mac. Fue editada por primera vez en el álbum de 1975 Fleetwood Mac. Es la favorita entre los fanes de Stevie Nicks, siendo exitosamente interpretada por varios artistas en los más variados géneros musicales.

## Significado
Stevie Nicks ha dicho que cuando escribió "Landslide" estaba evaluando qué hacer con su vida, y que fue en respuesta a su incapacidad de lograr el éxito en la industria de la música. Tenía 26 años cuando escribió la canción en 1974. Sin embargo, el significado de la canción es ambiguo, lo que ha aumentado su atractivo.

## Nuevas versiones
- La banda de rock alternativo, The Smashing Pumpkins hicieron un cover de la canción que apareció en su álbum Pisces Iscariot en 1994.
- La cantante y compositora Tori Amos realizó una versión de esta canción para el álbum recopilatorio Y-100 Sonic Sessions Volume 1 en el 1997.
- En la reunión de Fleetwood Mac en 1998, capturada en su álbum en vivo y DVD The Dance, se incluyó a "Landslide" como uno de los temas a interpretar.
- El grupo country Dixie Chicks también realizó una versión de "Landslide" en su álbum de 2002 Home.
- El guitarrista de Red Hot Chili Peppers, John Frusciante, ha interpretado una versión de "Landslide" en sus conciertos como solista.
- Joey McIntyre también hizo su versión de "Landslide" en su álbum en vivo "One Too Many: Live From New York", lanzado en el 2003.¨
- En el año 2011, en el capítulo 15 de su segunda temporada, la serie Glee incluyó una versión de esta canción. Dicha versión cuenta con las actrices Naya Rivera y Heather Morris, además de la participación especial de Gwyneth Paltrow.
- En el 15.º aniversario de la disquera Fueled by Ramen, la cantante Hayley Williams y el guitarrista Taylor York (ambos miembros de la banda de rock alternativo Paramore) hicieron una versión acústica de "Landslide" mezclada con "In the Mourning"[1] la cual será lanzada como sencillo oficial el día 5 de diciembre del mismo año según el sitio de la banda.
- En 2011, Miley Cyrus interpretó la canción en el Gypsy Heart tour. En 2014, fue interpretada en el Bangerz Tour. Y en 2018, la cantante la presentó nuevamente en el MusiCares como tributo, mismo que la llevó a ser felicitada por Stevie Nicks, escritora de la canción.